# Victor Gardthausen
Victor Emil Gardthausen (* 26. August 1843 in Kopenhagen; † 27. Dezember 1925 in Leipzig) war ein deutscher Althistoriker, Paläograph und Bibliothekar.

## Leben
Victor Gardthausen war der Sohn des Juristen Emil Gardthausen, der Postmeister in Neumünster und Bevollmächtigter der Schleswig-Holsteinischen Kanzlei in Kopenhagen war. Er war verheiratet mit Sophie, geb. Rehwald. Victor Gardthausen studierte nach dem Schulbesuch in Altona ab 1865 an der Universität Kiel bei Alfred von Gutschmid Altertumswissenschaften, insbesondere Alte Geschichte. Er wechselte für einige Zeit an die Universität Bonn, wo er bei Arnold Schaefer und Heinrich Nissen studierte. Nach Kiel zurückgekehrt, wurde Gardthausen dort 1869 mit einer Arbeit über Ammianus Marcellinus promoviert. Er ging nach Dienst im Krieg von 1870/1871 zu Forschungsaufenthalten nach Italien und Griechenland und habilitierte sich 1873 an der Universität Leipzig, wiederum mit einer Arbeit über Ammianus, von dessen Werk er in den folgenden Jahren auch eine Ausgabe veröffentlichte. 1873 wurde Gardthausen Bibliothekar an der mit der Leipziger Stadtbibliothek vereinigten Pölitzschen Bibliothek. 1874 trat er als Assistent in den Dienst der Universitätsbibliothek Leipzig, wo er 1875/76 als Kustos tätig war. Seit 1877 war er außerordentlicher Professor für Alte Geschichte und Epigraphik an der Universität Leipzig. 1887/1888 war er als Bibliothekar wiederum an der Universitätsbibliothek tätig, wo er 1901 Oberbibliothekar wurde. Nachdem er 1907 nicht zum Direktor der Bibliothek berufen worden war, verließ Gardthausen den Bibliotheksdienst.
Als Althistoriker ist Gardthausen vor allem durch sein mehrbändiges Werk Augustus und seine Zeit bekannt. Der Frankfurter Althistoriker Klaus Bringmann schreibt über dieses Opus: „Das umfangreiche Werk war damals insofern eine Ausnahmeerscheinung, als Augustus seit der zweiten Hälfte des 19. Jahrhunderts ganz im Schatten Caesars stand. Das war eine Wirkung der Römischen Geschichte Theodor Mommsens, die in einer Apotheose Caesars endete und keinen Raum mehr für eine unbefangene Würdigung seines Adoptivsohnes ließ.“ Gardthausen bereitete somit „die überfällige Revision“ des Augustus-Bildes durch Eduard Meyer in den 20er Jahren vor. Diverse Forschungsaufenthalte in Italien, Russland, Spanien, Griechenland (Patmos) und Ägypten (Sinai) führten Gardthausen zur griechischen Paläographie, der er sich sein Leben lang widmete. Seine Griechische Paläographie, 1879 in Leipzig erschienen, wurde in der zweiten Auflage 1910/1911 völlig neu gestaltet und gilt bis heute als Standardwerk. Mit seinen Handschriftenkatalogen (unter anderem der griechischen Handschriften der Leipziger Universitätsbibliothek), seiner Untersuchung zu den griechischen Monogrammen und seinem Werk Die griechischen Schreiber des Mittelalters und der Renaissance (mit Marie Vogel) schuf Gardthausen wichtige Hilfsmittel der Byzantinistik. Im Bibliotheksbereich verfasste er ein Handbuch der wissenschaftlichen Bibliothekskunde (1920).

## Werke
- Coniectanea Ammianea: codice adhibito Vaticano. Schwews, Kiel 1849.
- Die geographischen Quellen Ammians. Teubner, Leipzig 1873 (Dissertation, Universität Leipzig 1873).
- Griechische Palaeographie. Teubner, Leipzig 1879.
- Mastara oder Servius Tullius. Mit einer Einleitung über die Ausdehnung des Etruskerreiches. Veit, Leipzig 1882.
- Catalogus codicum graecorum Sinaiticorum. Clarendon, Oxford 1886.
- Augustus und seine Zeit. 2 Bände, Teubner, Leipzig 1861–1904.
- Katalog der griechischen Handschriften der Universitäts-Bibliothek zu Leipzig (= Katalog der Handschriften der Universitäts-Bibliothek zu Leipzig. Band 3). Harrassowitz, Leipzig 1898.
- Sammlungen und Cataloge griechischer Handschriften (= Byzantinisches Archiv. Band 3). Teubner, Leipzig 1903.
- Der Altar des Kaiserfriedens. Ara Pacis Augustae. Veit, Leipzig 1908.
- zusammen mit Marie Vogel: Die griechischen Schreiber des Mittelalters und der Renaissance. Harrassowitz, Leipzig 1909 (Digitalisat).
- Amtliche Zitate in römischen Urkunden. In: Archiv für Urkundenforschung. Band 3, 1911, S. 1–22.
- Griechische Palaeographie. Band 1: Das Buchwesen im Altertum und im byzantinischen Mittelalter. Band 2: Die Schrift, Unterschriften, und Chronologie im Altertum und im byzantinischen Mittelalter. 2. Auflage, Veit, Leipzig 1911–1913 (Digitalisat).
- Handbuch der wissenschaftlichen Bibliothekskunde. 2 Bände, Quelle und Meyer, Leipzig 1920.
- Die Alexandrinische Bibliothek, ihr Vorbild, Katalog und Betrieb. Deutsches Museum für Buch und Schrift, Leipzig 1922.
- Das alte Monogramm. Hiersemann, Leipzig 1924.
- [Autobiographie]. In: Die Geschichtswissenschaft der Gegenwart in Selbstdarstellungen. Band 2, Meiner, Leipzig 1926, S. 85–110.